# Испанская академия кинематографических искусств и наук
Испанская академия кинематографических искусств и наук (исп. Academia de las Artes y las Ciencias Cinematográficas de España, сокр. AACCE) — профессиональная организация Испании в области продвижения и развития испанского кинематографа. Основана в 1986 году, вручает национальную кинопремию страны «Гойя».

## Президенты Испанской киноакадемии
- Хосе Мария Гонсалес Синде, 1986—1988
- Фернандо Труэба, 1988
- Антонио Хименес Рико 1988—1992
- Фернандо Рей, 1992—1994
- Херардо Эрреро, 1994
- Хосе Луис Борау, 1994—1998
- Айтана Санчес-Хихон, 1998—2000
- Мариса Паредес, 2000—2003
- Мерседес Сампьетро, 2003—2006
- Анхелес Гонсалес-Синде, 2006—2009
- Энрике Урбису, 2009
- Эдуардо Кампой, 2009
- Алекс де ла Иглесиа, 2009—2011
- Энрике Гонсалес Мачо, 2011—2015
- Антонио Ресинес, 2015-2016
- Ивонн Блэйк, с 2016 года